# ロボスキー
ロボスキーⅠは、1987年1月にSANKYOが開発、発売した「スキーをするロボット」をセンター役物に配した羽根モノパチンコ機。

## 概要
- 大当たり中の動作で「役物の背後を経由し、足の間からVを狙う」というゲーム性は、同社羽根モノの後継機「うちのポチ」、「オロチョンパ」等に影響を与えた。
- 大当たり終了後は、役物総入賞数をデジタルで表示する。この機能は本機が元祖である。
- 後に発売された同社の『CRキングスターGP』、『キングスターDX』では、本機の効果音が流れると15R確定となる。

## スペック
- 『ロボスキーI』（1987年1月）
  - 賞球数 オール13 大当たり最高8R継続 10C

## 関連商品
- 『パチンコ・ミュージック・フロム三共』（キングレコード、1989年9月8日、140A-7714）
- 『パチンコ着メロ from SANKYO』（キングレコード、2000年6月7日、KICA-1234）